# یوجی یوشیدا
یوجی یوشیدا (ژاپنی: 吉田 有志؛ زادهٔ ۲۲ آوریل ۲۰۰۲) یک بازیکن فوتبال اهل ژاپن است.
از باشگاه‌هایی که در آن بازی کرده‌است می‌توان به باشگاه فوتبال سرزو اوساکا اشاره کرد.